# Шевлин (город, Миннесота)
Шевлин (англ. Shevlin) — город в округе Клируотер, штат Миннесота, США. На площади 2,1 км² (2,1 км² — суша, водоёмов нет), согласно переписи 2002 года, проживают 160 человек. Плотность населения составляет 77,6 чел./км².
- Телефонный код города — 218
- Почтовый индекс — 56676
- FIPS-код города — 27-59782[1]
- GNIS-идентификатор — 0659763[2]